# Premier manoir d'Auquinian
Le premier manoir d'Auquinian  est un édifice situé à Neulliac en France.

## Localisation
Le manoir était situé sur le territoire de la commune de Neulliac, au lieu-dit  Auquinian, dans le département du Morbihan en région Bretagne.

## Description
Le manoir date du XVIIIe siècle. Édifice à un étage carré, élévation ordonnancée, construit en pierre de taille de grès et granite, le puits porte la date de 1737, toiture en croupe. Escalier dans-œuvre.

## Historique
Le manoir est inscrit à l'inventaire général du patrimoine culturel en 1986.